# Chile i olympiska vinterspelen 1992
Chile deltog med 5 deltagare vid de olympiska vinterspelen 1992 i Albertville. Ingen av landets deltagare erövrade någon medalj.